# Znojmo (distrikt)
Znojmo (tjeckiska: okres Znojmo) är ett distrikt i Tjeckien. Det ligger i regionen Södra Mähren, i den sydöstra delen av landet, 180 km sydost om huvudstaden Prag. Antalet invånare är 114 214. Arean är 1 591 kvadratkilometer. Distriktet Znojmo gränsar till Břeclav, Brno-venkov, Třebíč och Jindřichův Hradec. 
Terrängen i distrikt Znojmo är platt åt sydost, men åt nordväst är den kuperad.
Distriktet Znojmo delas in i:
- Znojmo
- Kravsko
- Pavlice
- Olbramovice
- Černín
- Boskovštejn
- Šafov
- Šanov
- Šatov
- Štítary
- Šumná
- Želetice
- Plaveč
- Citonice
- Horní Břečkov
- Džbánice
- Vranov nad Dyjí
- Strachotice
- Starý Petřín
- Kyjovice
- Višňové
- Damnice
- Hnanice
- Horní Dubňany
- Moravský Krumlov
- Miroslav
- Hrabětice
- Dolní Dubňany
- Jiřice u Miroslavi
- Čejkovice
- Jaroslavice
- Bantice
- Bohutice
- Borotice
- Božice
- Valtrovice
- Lesonice
- Podmolí
- Dobšice
- Bojanovice
- Hevlín
- Vítonice
- Bítov
- Břežany
- Chvalovice
- Dolenice
- Lukov
- Dyje
- Dyjákovičky
- Dyjákovice
- Havraníky
- Vranovská Ves
- Litobratřice
- Grešlové Mýto
- Podhradí nad Dyjí
- Hodonice
- Hostim
- Hostěradice
- Hrušovany nad Jevišovkou
- Hrádek
- Jevišovice
- Křídlůvky
- Stošíkovice na Louce
- Těšetice
- Krhovice
- Pravice
- Lančov
- Lechovice
- Nový Šaldorf-Sedlešovice
- Lesná
- Stálky
- Rozkoš
- Ctidružice
- Tasovice
- Lubnice
- Jamolice
- Mackovice
- Morašice
- Újezd
- Uherčice
- Vedrovice
- Miroslavské Knínice
- Rudlice
- Našiměřice
- Mašovice
- Trnové Pole
- Oleksovice
- Práče
- Suchohrdly u Miroslavi
- Němčičky
- Vracovice
- Kubšice
- Zálesí
- Prosiměřice
- Slatina
- Přeskače
- Vysočany
- Podmyče
- Horní Kounice
- Suchohrdly
- Rešice
- Kadov
- Slup
- Vratěnín
- Žerotice
- Blanné
- Tvořihráz
- Čermákovice
- Prokopov
- Horní Dunajovice
- Chvalatice
- Rybníky
- Únanov
- Velký Karlov
- Jiřice u Moravských Budějovic
- Zblovice
- Vrbovec
- Dobřínsko
- Olbramkostel
- Křepice
- Petrovice
- Oslnovice
- Trstěnice
- Bezkov
- Vevčice
- Mikulovice
- Plenkovice
- Žerůtky
- Střelice
- Hluboké Mašůvky
- Skalice
- Jezeřany-Maršovice
- Medlice
- Onšov
- Běharovice
- Blížkovice
- Tulešice
- Dobelice
- Vémyslice
- Výrovice
- Milíčovice
- Tavíkovice
- Kuchařovice
- Korolupy

Följande samhällen finns i distriktet Znojmo:
- Znojmo
- Tasovice
- Jevišovice
- Hrabětice
- Chvalovice
- Lechovice
- Hnanice
- Bítov